# 갈밭천 (울산)
갈밭천은 울산광역시 울주군 언양읍 다개리의 고헌산 미륵골에서 발원하여 남동류하다가 다개리 갈전마을에서 대곡천의 지류인 반곡천으로 흘러드는 강이다.